# Заруцкий, Афанасий Алексеевич
Афанасий Алексеевич Заруцкий (1660-е — ок. 1723) — новгород-северский протопоп и писатель

-панегирист.

## Биография
Афанасий Заруцкий родился в конце 60-х годов XVII столетия в Глухове, где отец его, тогда войсковой товарищ и Глуховский городовой атаман, впоследствии тоже был протопопом. Получив хорошее образование, законченное, как полагает его биограф Левицкий, в Киево-Могилянском коллегиуме или в польских школах, Заруцкий уже в молодых годах задумал приобрести славу на литературном поприще и, следуя обычаю века, написал (1687—1688 гг.) панегирик — «Книжицу на похвалу превысокого имени пресветлейших и державнейших великих государей и великой государыни благоверной царевны, их царского пресветлого величества, и на расширение славы всего их монаршего Российского царствия». Свое произведение он представил местному архиепископу Лазарю Барановичу, который одобрил его, дал молодому автору рекомендательное письмо к гетману Войска Запорожского И. С. Мазепе и посоветовал А. Заруцкому лично представить свой труд «его ясновельможности». Гетману поправилось сочинение Заруцкого, и он, с своей стороны, решил оказать покровительство начинающему поэту, написав о нем восторженное письмо всесильному тогда вельможе князю В. В. Голицыну; при том он посылал и программу «Книжицы» и ходатайствовал о награждении «селом» ее автора, отправлявшегося в Москву под тем предлогом, что он для исправления своей работы нуждается в справках с «летописцами», какие можно найти только в столице.
В августе 1689 года, по окончании второго крымского похода, Заруцкий действительно прибыл в Москву в многочисленной свите самого гетмана; но обстоятельства переменились. Голицын пал, царевна Софья отправлена была в монастырь, и панегирик, прославлявший её, мог сослужить своему автору плохую службу. «Книжица» Заруцкого, уже приготовленная к печати, осталась таким образом не изданной, а «тревожное с нею приключение надолго отбило в нем охоту к литературным упражнениям». Потерпев неудачу на литературном поприще, Заруцкий «избрал более скромный путь к материальному обеспечению»: он женился на дочери богатого новгородсеверского мещанина Прасковье Константиновне Пригаре, взял за нею хорошее приданое, а в 1692 году, после смерти своего отца, новгородсеверского протопопа, заступил его место.
Об Афанасии Алексеевиче Заруцком как писателе в эти годы ничего не слышно; наладившаяся было его дружба с Мазепой тоже как будто оборвалась, но надо думать, что свои литературные способности и ученость Заруцкий в эту пору с успехом применял в проповедничестве и приобрел в этой области некоторую известность, так как этим только и можно объяснить его выступление в качестве проповедника на торжественном богослужении 12 ноября 1708 года в Глухове, где он в присутствии Петра Великого, вельмож и новоизбранного гетмана Скоропадского произнес проповедь, посвященную красноречивому изображению изменнических дел Мазепы и оправданию наложенного на него церковного проклятия. Проповедь поправилась царю, и Заруцкий на следующий же день получил царскую жалованную подтвердительную грамоту на сельцо Белокопытовку и прочие земли и угодья, принадлежавшие его отцу в Глуховском и Новгородсеверском уездах; а в 1709 году, по гетманскому универсалу, за «казнодейские в проповеди слова Божого праци» ему же пожалована была «изменническая» слободка Быстрицкого — Ковпинка.
Ободренный этим успехом, Заруцкий вновь принялся за литературную работу и в 1717 году представил на царское воззрение большую рукописную книгу (775 лл.) с витиеватым заглавием: «Хлеб ангельский, на крестном жертовнице испеченный». Это единственное дошедшее до нас сочинение Заруцкого не было напечатано, но подлинная рукопись его, тщательно исполненная и украшенная множеством рисунков (изображениями святых, царя Петра, членов царской семьи и др.) и каллиграфических орнаментов, хранится в Санкт-Петербургской духовной академии. Написанное тяжелым языком, сочинение это заключает в себе толкование на Евангелие от Иоанна, «но ценность книги, по замыслу автора, заключалась не столько в толкованиях евангельского текста, сколько на "дедикациях", рисунках и виршах, какими он в обилии снабдил и украсил свой труд». И труд этот был щедро награжден: по гетманскому универсалу от 18 февраля 1718 года Заруцкий получил «в спокойное владение» село Знобу, прилегавшее к его землям в Новгородсеверском уезде. В том же 1718 году дана была ему и царская жалованная грамота, по которой укреплялись за ним «в вечное владение» все прежде пожалованные ему и лично им приобретенные земли и угодья; в числе пожалованных сел упоминалось здесь и село Зноба, которое гетман Скоропадский, «будучи в Москве, дал ему, протопопу Афанасию, за труды его в составлении печатной конклюзии на прославление имени нашего царского величества». То обстоятельство, что книга Заруцкого здесь названа «печатной», Левицкий объясняет тем, что к сочинению, по всей вероятности, приложены были печатные тезисы, которые и надо понимать под «конклюзией».
В «Малороссийском родословнике» В. Л. Модзалевского против имени Афанасия Заруцкого глухо упоминаются еще и «другие литературные произведения» его.
Скончался Заруцкий в начале 1720-х годов (до 1723 года) и похоронен в Новгородсеверской соборной Успенской церкви.
В селе Протопоповка (ныне Лесное), основанном самим Заруцким, в церковном притворе хранится писаный масляными красками портрет его; там же имеется и серебряная кружка, по преданию, подаренная Заруцкому царем Петром Алексеевичем. Предание же о том, будто отец Афанасий пользовался благосклонностью Петра І в качестве «царского шпига», не нашло подтверждения.